# Inazuma Eleven GO (manga)
Inazuma Eleven GO (イナズマイレブン GO Inazuma Irebun GO?,  lit. "Once Relámpagos Vamos") es una serie de manga japonesa escrita e ilustrada por Tenya Yabuno. Está basada en la serie de videojuegos de Level-5 del mismo nombre. El manga ha sido publicado por Shogakukan en la revista CoroCoro Comic.
Una serie de televisión de anime basada en el juego se emitió en TV Tokyo desde el 4 de mayo de 2011 hasta el 19 de marzo de 2014. El anime fue producido por Level-5 junto con TV Tokyo y OLM.

## Argumento

### Inazuma Eleven GO
Han pasado diez años desde la final del Torneo Fútbol Frontier Internacional. En esta nueva era, el fútbol ha sido corrompido por Sector Quinto, una misteriosa organización que manipula los resultados y controla el desarrollo de los partidos, eliminando toda pasión y libertad en el juego. Para muchos, el verdadero fútbol ya no existe.
En medio de este panorama aparece Tenma Matsukaze (Arion Sherwind), un joven lleno de energía, que inicia su primer año en la secundaria Raimon con el sueño de unirse al legendario equipo de fútbol, Raimon. Dotado de una asombrosa habilidad para el regate y una fuerte determinación, Tenma (Arion) rápidamente se convierte en una pieza clave para reavivar la esperanza en el campo de fútbol.
Con el apoyo del nuevo entrenador Mamoru Endō (Mark Evans), el renovado equipo Raimon se embarca en una lucha por devolverle al fútbol su verdadero significado, enfrentando a poderosos rivales, forjando nuevas amistades y desafiando el control impuesto por el Sector Quinto.

### Inazuma Eleven GO: Chrono Stone
Tras la victoria en el Torneo Camino Imperial y la derrota del Sector Quinto, Tenma (Arion) se traslada a Okinawa, donde enseña fútbol a niños de distintas escuelas gracias a un programa impulsado por Shūya Gōenji (Axel Blaze). Sin embargo, al regresar a la secundaria Raimon, Tenma descubre un escenario completamente distinto: el club de fútbol ha desaparecido, y los antiguos miembros del equipo ahora pertenecen a otros clubes, como si el fútbol nunca hubiera existido. Desconcertado, Tenma comienza a preguntarse si ha sido transportado a un mundo alterno. Es entonces cuando aparece un misterioso enemigo llamado Alpha, capitán del equipo Protocolo Omega, quien intenta arrebatarle el fútbol que tanto ama.
En su lucha por restaurar el deporte, Tenma recibe la ayuda de Fei Rune, un nuevo aliado que se une a la causa. Juntos, emprenden un viaje a través del tiempo para descubrir el origen de los cambios en la historia y devolverle al mundo el verdadero fútbol. Con el apoyo de Daisuke Endō (David Evans), ahora convertido en una Chrono Stone, se proponen formar un nuevo equipo legendario compuesto por figuras clave del pasado, con el objetivo de enfrentar a una amenaza aún mayor: El Dorado y Los chicos de la segunda fase.

### Inazuma Eleven GO: Galaxy
El Campeonato Mundial de Fútbol Juvenil, conocido como el Torneo Frontier Internacional Versión 2 (TFI V2), está por comenzar, y con ello se abre una nueva convocatoria para formar la selección nacional de Japón, Inazuma Japón. Sin embargo, los jugadores elegidos son jóvenes sin experiencia alguna en fútbol, que ni siquiera tienen intención de jugarlo, a pesar de ser talentosos en otras áreas. Ante este inesperado equipo, Tenma (Arion), Takuto Shindō (Riccardo Di Rigo) y Kyōsuke Tsurugi (Victor Blade), los únicos con experiencia en el deporte, asumen la tarea de guiarlos, enseñarles a jugar y transmitirles el verdadero espíritu del fútbol.
Lo que al principio parecía un torneo juvenil más, pronto revela su verdadero propósito: es parte del Gran Celesta Galaxy, una competición interplanetaria diseñada para evitar una guerra entre civilizaciones galácticas, causada por la amenaza de un agujero negro que pone en peligro a un planeta crucial. Así, comienza una nueva aventura en la que el destino del universo está en juego.

## Contenido de la obra

### Manga
La serie manga de Inazuma Eleven, basada en la serie de videojuegos del mismo nombre, fue escrita e ilustrada por Tenya Yabuno. Se empezó a publicar en el número de junio de 2008 de la revista de Shogakukan CoroCoro Comic.

### Anime
La serie de anime, continuación directa de la serie original Inazuma Eleven, comenzó a emitirse en Japón el 4 de mayo de 2011.
Canciones de apertura
1. Ten Made Todoke! (eps 1-18), interpretada por T-Pistonz+KMC
2. Naseba Naru no sa Nanairo Tamago (eps 19-33), interpretada por T-Pistonz+KMC
3. Ohayou! Shining Day (eps 34-47), interpretada por T-Pistonz+KMC

Canciones de cierre
1. Yappa Seishun (eps 1-18), interpretada por Sorano Aoi (CV: Kitahara Sayaka)
2. Kanari Junjou (eps 19-33), interpretada por Sorano Aoi (CV: Kitahara Sayaka)
3. Hajike-Yo!! (eps 34-47), interpretada por Sorano Aoi (CV: Kitahara Sayaka)

Canciones de apertura (Temporada 2/Chrono Stone)
1. Jounetsu de Mune ATSU! (eps 1,3,5,7,9,11,13,15 & 17) interpretada por T-Pistonz+KMC
2. Kandou Kyouyuu! (eps 2,4,6,8,10,12,14,16 & 18) interpretada por T-Pistonz+KMC
3. Shoshin wo KEEP ON (eps 19-35) interpretada por T-Pistonz+KMC
4. Raimei! Blue Train! (eps 36-) interpretada por T-Pistonz+KMC

Canciones de cierre (Temporada 2/Chrono Stone)
1. Natsu ga Yattekuru (eps 1-18) interpretada por Sorano Aoi (CV:Kitahara Sayaka)
2. Te wo Tsunagou (eps 19-35) interpretada por Matsukaze Tenma (CV:Terasaki Yuka), Tsurugi Kyousuke (CV: Takashi Oohara) & Sorano Aoi (CV:Kitahara Sayaka)
3. Bokutachi no Shiro (eps 36-39,41,43-46,48-50) interpretada por Matsukaze Tenma (CV:Terasaki Yuka), Tsurugi Kyousuke(CV: Takashi Oohara), Kirino Ranmaru (CV: Kobayashi Yuu), Shindou Takuto (CV: Mitsuki Saiga)& Nishizono Shinsuke (CV: Tomatsu Haruka)
4. Seishun Oden (eps 40,42,47,51) Sorano Aoi (CV: Kitahara Sayaka), Yámana Akane (CV:Yurin), Seto Midori(CV: Mina), Nanobana Kinako(CV:Yuuki Aoi)

Canciones de apertura (Temporada 3/Galaxy)
1. Gachi de Katouze! (eps 1-17) interpretada por T-Pistonz+KMC
2. Chikyuu wo Mawase! (eps 18-32) interpretada por T-Pistonz+KMC
3. Supernova! (eps 33-?) interpretada por T-Pistonz+KMC

Canciones de cierre (Temporada 3/Galaxy)
1. Katte ni Cinderella (eps 1-17) interpretada por Sorano Aoi (CV:Kitahara Sayaka) and Morimura Konoha (CV:Yuuki Aoi )
2. Fashion☆Uchuu Senshi (eps 18-32) interpretada por Sorano Aoi (CV:Kitahara Sayaka) and Mizukawa Minori (CV: Ayahi Takagaki)
3. Arashi Tatsumaki Hurricane (eps 33-?) interpretada por Sorano Aoi (CV:Kitahara Sayaka) and Kobayashi Yuu

### Películas de anime

#### Inazuma Eleven GO: Kyuukyoku no Kizuna Gryphon
Inazuma Eleven GO: Grifo, el lazo absoluto ( イナズマイレブン GO 究極の絆 グリフォン Inazuma Eleven GO: Kyūkyoku no Kizuna Griffon?) es la primera película de Inazuma Eleven GO y la segunda del universo Inazuma Eleven. La película se estrenó en los cines japoneses el 23 de diciembre de 2011. En su semana de estreno fue la tercera película más vista en los cines de dicho país, manteniéndose durante 5 semanas entre las 10 películas más vistas.

#### Inazuma Eleven GO VS Danball Senki W
Inazuma Eleven GO vs. Danball Senki W (イナズマイレブンGO VS ダンボール戦機W Inazuma Eleven GO vs. Danbōru Senki W?) es la segunda película de Inazuma Eleven GO y la tercera del universo Inazuma Eleven. El filme consiste en un crossover de Inazuma Eleven GO con la franquicia Little Battlers Experience.